# Baby Rasta y Gringo
Wilmer Alicea (Baby Rasta) (* 11. Oktober 1976 in Hato Rey) und Samuel Gerena (Gringo) (* 3. Juli oder 31. Dezember 1978 in Hato Rey) sind ein Reggaeton-Duo aus Puerto Rico. Sie wurden durch ihren Titel El Carneval bekannt. Ursprünglich nannten die beiden sich Eazy Boyz.

## Karriere
Im Alter von zwölf beziehungsweise zehn Jahren starteten die beiden ihre Karriere und waren zusammen mit DJ Playero und Vico C zwei der ersten Reggaeton-Künstler. Zu diesem Zeitpunkt wurden sie jedoch nicht öffentlich wahrgenommen. 1992, im Alter von 16 und 14, wurde der Reggaeton in Puerto Rico sehr beliebt. Aufgrund der obszönen und vulgären Texte des Duos versuchte die puerto-ricanische Regierung, die beiden von der Musik abzuhalten. Im Gegenzug veröffentlichten sie zusammen mit dem Musiker Tempo regierungskritische Songs.
1998 veröffentlichten sie ihr erstes Album, New Prophecy.
Hiernach erscheinen sie für einige Zeit nur auf Compilation-Alben, bis sie 2003 schließlich ihr zweites Album Fire Live veröffentlichten, welches sich besser als ihr Debütalbum verkaufte. Schnell machten sie sich durch sogenannte Tiraeras, zu deutsch Disstracks erste Feinde, weil sie mit ihren Texten andere Künstler beleidigten. Einer dieser Tiraeras richtete sich gegen das Duo Lito & Polaco und Pina Records. Trotzalledem wurden sie in der Underground-Szene schnell bekannt und ihre Konzerte waren ausverkauft. Hierzu trug bei, dass Baby Rasta gut darin war romantische Texte zu verfassen, während Gringo aufgrund seiner Fähigkeiten als Rapper Beachtung fand.
2004 gelang ihnen dank der nun weltweiten Verbreitung des Reggaetón mit dem Album Sentenciados der Durchbruch. Bis heute gilt es als eines der besten Alben des Genres. Es enthält unter anderem ihren Hit El Carneval.

## Trennung und Solokarrieren
Im Dezember 2004 trennte sich das Duo, da Gringo der Auffassung war, ihr Produzent würde Baby Rasta mehr Beachtung schenken. Daraufhin disste Baby Rasta seinen früheren Gesangspartner offenbar in seinen Liveshows.
Baby Rasta erlangte durch Auftritte auf den Alben verschiedener Künstler Berühmtheit. Seine Single Hay de Mí schaffte es in die Billboard Top 100. Zudem wirkte er bei Daddy Yankees Song Somos de Calle mit.
Gringos Soloalbum El Independiente wurde im März 2007 veröffentlicht. Baby Rasta hatte sein erstes Soloalbum mit dem Titel La Última Risa bereits 2006 veröffentlicht.

## Wiedervereinigung
Ende 2007 traten sie bei einem Konzert erstmals wieder gemeinsam auf. Gringo erklärte hierbei, dass die beiden El Duo De Historia seien. Diesen Titel beanspruchen jedoch auch Wisin y Yandel für sich. Dies entflammte einen alteingesessenen Tiraera zwischen den beiden Künstlergruppen erneut.

## Auseinandersetzungen mit anderen Künstlern
Baby Rasta y Gringo waren in zahlreiche Auseinandersetzungen mit anderen Künstlern des Genre verwickelt, unter anderem mit Lito & Polaco, Héctor y Tito, Don Omar, Ivy Queen oder auch Wisin y Yandel. Im Remix des Songs Somos de Calle von Daddy Yankee bezichtigt der dominikanische Sänger Vakero Baby Rasta des Rassismus gegenüber der in New York lebenden dominikanischen Arbeiterklasse. Baby Rasta hatte zuvor behauptet, diese haben keine Klasse. Baby Rasta trat daraufhin im dominikanischen Radio auf und stellte klar, dass es sich um ein Missverständnis handle, er sich aber auch nicht entschuldige. Zudem ließ das Duo verlauten, dass sie ihre dominikanischen Anhänger lieben und deren Unterstützung sehr schätzen.
Am 3. März 2010 wurde Baby Rasta nach dem Verlassen eines Studios in Carolina, wo er an einem Album gearbeitet hatte, angeschossen. Laut der Polizei schossen die Täter über 100 Kugeln aus einem Wagen, bevor sie unerkannt fliehen konnten.

## Diskografie

### Studioalben
| Jahr | Titel         | Höchstplatzierung, Gesamtwochen, AuszeichnungChartsChartplatzierungen (Jahr, Titel, Platzierungen, Wochen, Auszeichnungen, Anmerkungen) | Anmerkungen                          |
| Jahr | Titel         | Latin | Anmerkungen                          |
| ---- | ------------- | --- | ------------------------------------ |
| 2004 | Sentenciados  | Latin10 (7 Wo.)Latin | Erstveröffentlichung: 11. Mai 2004   |
| 2015 | Los Cotizados | Latin2 (7 Wo.)Latin | Erstveröffentlichung: 7. August 2015 |

Weitere Studioalben
- 1997: New Prophecy
- 1999: La Mision
- 2000: Romances Del Ruido
- 2002: Romances Del Ruido 2
- 2008: The Comeback
- 2012: Los Duros

### Livealben
| Jahr | Titel                    | Höchstplatzierung, Gesamtwochen, AuszeichnungChartsChartplatzierungen (Jahr, Titel, Platzierungen, Wochen, Auszeichnungen, Anmerkungen) | Anmerkungen                           |
| Jahr | Titel                    | Latin | Anmerkungen                           |
| ---- | ------------------------ | --- | ------------------------------------- |
| 1997 | Desde El Mas Alla (Live) | Latin28 (4 Wo.)Latin | Erstveröffentlichung: 7. Oktober 1997 |

Weitere Livealben
- 2003: Fire Live

### Kompilationen
- 1995: The noise 5
- 1996: The noise 6
- 1997: The noise 7
- 2005: Romances Del Ruido Collections
- 2005: Sentenciados Platinum Edition
- 2008: Hottest Hitz
- 2012: Romances Del Ruido 3

### Mixtapes
- 2007: The Hits: Chapter One Mixtape
- 2010: Los Lobos: The Mixtape
- 2012: Los Duros: The Mixtape

### Singles (Auswahl)
| Jahr | Titel                        | Höchstplatzierung, Gesamtwochen, AuszeichnungChartsChartplatzierungen (Jahr, Titel, Platzierungen, Wochen, Auszeichnungen, Anmerkungen) | Anmerkungen                           |
| Jahr | Titel                        | Latin | Anmerkungen                           |
| ---- | ---------------------------- | --- | ------------------------------------- |
| 2011 | Na, Na, Na, Na, Na –         | Latin45 Gold · (4 Wo.)Latin |                                       |
| 2013 | Me Niegas Los Cotizados      | Latin45 ×2Doppelplatin · (9 Wo.)Latin                                                                                                   |                                       |
| 2014 | Amor Prohibido Los Cotizados | Latin33 Gold · (20 Wo.)Latin |                                       |
| 2015 | Un Beso Los Cotizados        | Latin25 Gold · (14 Wo.)Latin | Erstveröffentlichung: 21. August 2015 |

Weitere Singles
- 2015: Me niegas (ES: Gold)
- 2017: Simple (US: ×2Doppelplatin (Latin) )

### Soloveröffentlichungen

#### Baby Rasta
- 2006: La Última Risa

#### Gringo
- 2005: Reggaeton Con Navidad
- 2006: El Independiente (Promo)
- 2007: El Independiente